# Зилзала
«Зилзала», также «Кысса-и-Зилзала» («Землетрясение») — поэма, написанная на кыргызском языке и изданная в 1911 году в городе Казань. Автором поэмы является кыргызский акын и мыслитель — Молдо Кылыч. Поэма «Зилзала» является первым печатным произведением кыргызской литературы. Таким образом, издание данной поэмы является одним из самых важных событий в истории кыргызской литературы и культуры.

## Поэма

### Издание
Поэма «Зилзала» была издана в 1911 году в городе Казань на кыргызском языке. Таким образом, данная поэма является первым печатным произведением на кыргызском языке.

### Авторы
Молдо Кылыч — первый кыргызский акын-письменник, видный представитель движения модернистов. В издании труда участвовал кыргызский просветитель Ишенаалы Арабаев. Он написал предисловие книги и опубликовал её в городе Казань.

### Цели создания
Кыргызский писатель А. Т. Турдугулович приводит сведения о процессе создания поэмы. Он пишет, что кыргызские ученики, обучавшиеся в городе Уфа, старались воплотить в жизнь идею, что кыргызским детям нужны книги на родном языке. Услышав эти слова, Молдо Кылыч отправил свою поэму, чтобы событие, произошедшее перед его глазами, не кануло в лету.

## Содержание
Поэма «Кысса-и Зилзала» посвящена Кеминскому землетрясению 1911 года. Литератор Али Турдугулов, пишет, что такая природная катастрофа сильно потрясла акына. В произведении «Зилзала», Молдо Кылыч рассказал о землетрясении, и объяснил причину этой трагедии религиозными мотивами, считая это наказанием Всевышнего. Также кыргызский акын выразил своё философское мнение касаемо причины землетрясения.

### Комментарии
1. ↑  Написал предисловие книги.

### Книги
- Э. Асанов. Кыргыз тарыхы боюнча кыскача энциклопедия. — Бишкек, 2003. — 285 с.
- Кыргызы / отв. ред. А. А. Асанканов, О. И. Брусина, А. З. Жапаров. — Москва: Наука, 2016. — 623 с. — ISBN 978-5-02-039252-6.
- О. Ибраимов. История кыргызской литературы XX века / отв. ред. В. И. Шаповалов, рец. Л. Укубаев, Б. Т. Койчуев. — Бишкек, 2014. — 544 с. — ISBN 978-9967-19-166-2.

### Статьи
- Н. А. Казакова. XIX век: Киргизские литераторы, изданные в Уфе и Казани // Международный журнал экспериментального образования. — Бишкек: МУ Ала-Тоо, 2017. — № 3. — С. 162—164.
- А. К. Карыева. Развитие просветительства в Кыргызстане в начале XX века // Вестник науки и образования. — Бишкек, 2017. — Т. 2. — С. 27—31.
- А. К. Карыева. Просветительская деятельность Ишеналы Арабаева // Наука, техника и образование. — Бишкек, 2017. — С. 86—90.